# باربیزون
باربیزون (به فرانسوی: Barbizon) یک کمون در فرانسه است که در Canton of Perthes واقع شده‌است.

## خصوصیات
باربیزون ۵٫۲۷ کیلومترمربع مساحت و ۱٬۵۸۸ نفر جمعیت دارد.